# Rossignol Wood Cemetery
Rossignol Wood Cemetery is een Britse militaire begraafplaats met gesneuvelden uit de Eerste Wereldoorlog gelegen in de Franse plaats Hébuterne in het departement Pas-de-Calais. Ze werd ontworpen door Noel Rew en ligt aan de weg van Gommecourt naar Puisieux op 2,3 km ten oosten van Hébuterne. De begraafplaats heeft een nagenoeg rechthoekig grondplan met een oppervlakte van ongeveer 665 m² en wordt omsloten door een lage natuurstenen muur. In een kleine halfcirkelvormige uitsprong (apsis) in de zuidelijke muur staat het Cross of Sacrifice. De toegang bestaat uit een metalen hekje tussen twee witte stenen zuilen in een naar binnen gerichte halfcirkelvormig muurgedeelte. De begraafplaats wordt onderhouden door de Commonwealth War Graves Commission.
Er liggen 111 doden begraven waaronder 44 niet geïdentificeerde.
Tweehonderdtachtig meter zuidoostelijker ligt de Owl Trench Cemetery.

## Geschiedenis
Hébuterne lag vlak bij het front maar was vanaf maart 1915 tot het einde van de oorlog in geallieerde handen. Enkel gedurende het Duitse lenteoffensief in het voorjaar van 1918 was het even bezet door vijandelijke troepen. De begraafplaats werd aangelegd door de 46th Division Burial Officer (deze officier was verantwoordelijk voor het begraven en registreren van de gesneuvelden) in maart 1917. De Duitse doden die na de wapenstilstand gevonden werden in de omgeving kregen hier hun laatste rustplaats. Het merendeel van de Britten behoorden bij het North en South Staffordshire Regiment. Zij kwamen allen om tijdens een achterhoedegevecht op 14 maart 1917.
Er worden 34 Britten (waaronder 2 niet geïdentificeerde), 7 Nieuw-Zeelanders en 70 Duitsers (waaronder 42 niet geïdentificeerde) herdacht.

## Onderscheiden militair
- Samuel Brammer Wilton, kapitein bij het North Staffordshire Regiment werd onderscheiden met het Military Cross (MC).